# Anisozyga subnigrata
Anisozyga subnigrata là một loài bướm đêm trong họ Geometridae.